# Commewijne
Commewijne é um dos 10 distritos do Suriname. Sua capital é a cidade de Nieuw Amsterdam.

## Subdivisões
O distrito está subdivido em 6 localidades (em neerlandês:ressorten):
- Alkmaar
- Bakkie
- Margaretha
- Meerzorg
- Nieuw Amsterdam
- Tamanredjo